# Cristiano Silva Felício
Cristiano Silva Felício (Pouso Alegre, 7 luglio 1992) è un cestista brasiliano.

## Carriera

### Chicago Bulls (2015-)

#### Stagione 2015-2016
Dopo non essere stato scelto al Draft NBA 2014, un anno dopo venne acquistato dai Chicago Bulls dopo aver disputato un'ottima Summer League con i bulls (nel 2015). Tuttavia nella prima stagione gioca tanta D-League venendo prestato ai Canton Charge con cui disputa 4 partite. Venne richiamato dai Bulls il 16 gennaio 2016. Il 9 Aprile 2016 partì titolare contro i Cleveland Cavaliers segnando career-high di 16 punti con il 100% dal campo (7/7); in più mise a referto anche 5 rimbalzi, 2 stoppate e 1 assist nei 23 minuti in cui era in campo.
A fine anno disputò 31 partite di cui 4 da titolare, convincendo il coach dei tori Fred Hoiberg a dargli maggiore fiducia nella stagione successiva.

#### Stagione 2016-17
Nella seconda metà di giugno, dopo il mancato raggiungimento dei play-off i Bulls decisero di ricostruire la squadra. Il primo passo è la trade che porta Derrick Rose e Justin Holiday a New York, alla franchigia dell'Illinois vengono dati in cambio Robin Lopez, Jerian Grant e José Calderòn (che più avanti verrà ceduto ai Los Angeles Lakers). A quel punto a seguito dell'acquisto di Robin Lopez per Felicio si teme che ci sia meno spazio. Però non vengono rinnovati i contratti dei veterani Joakim Noah e Pau Gasol (rispettivamente andati ai New York Knicks e ai San Antonio Spurs da free agent), e in questo modo Felicio sale nelle gerarchie guadagnandosi il posto come vice di Robin Lopez.
Durante la stagione Felício fu il centro di riserva dei Bulls e il 27 novembre 2016 venne assegnato anche in D-League agli Windy City Bulls. Venne richiamato il giorno successivo. Il 9 dicembre 2016 segnò 9 punti e raccolse 7 rimbalzi nella gara interna vinta 95-91 contro i San Antonio Spurs, contribuendo così a quella che fu la prima sconfitta esterna della stagione per i San Antonio Spurs. Il 30 dicembre 2016 invece mise a referto la sua prima doppia-doppia in NBA nella gara esterna persa 111-101 contro gli Indiana Pacers realizzando 12 punti e raccogliendo 12 rimbalzi. Il 13 gennaio 2017 segnò 13 punti nella partita persa per 104-89 in trasferta contro i New York Knicks. In tutta la stagione Felicio disputò 66 partite (nessuna da titolare) tenendo di media 4,7 rimbalzi e 4,8 punti a partita, disputando anche le sue prime gare nei playoffs NBA in carriera (6 su 6 considerando che i tori uscirono in gara-6 contro i Boston Celtics).

#### Stagione 2017-18
Il 6 luglio 2017 rinnovò con i tori tramite un quadriennale da 32 milioni di dollari complessivi. La sua stagione non è stata positiva (così come quella della squadra arrivata nei bassifondi della Eastern Conference) peggiorando le statistiche rispetto a un anno prima, nonostante avesse realizzato i career high personali in punti (17 contro i Knicks), rimbalzi (16 contro i Magic), assist (5 contro i Clippers) e palle rubate (4 contro i Boston Celtics).

### Nazionale
Dal 2011 gioca nella Nazionale brasiliana,con cui ha disputato 2 FIBA South American Championship (2012 e 2014) e le Olimpiadi casalinghe del 2016. Successivamente ha disputato i Mondiali 2019.

## Statistiche

### NBA

#### Regular Season
| Anno      | Squadra       | PG  | PT | MP   | TC%  | 3P% | TL%  | RP  | AP  | PRP | SP  | PP  |
| --------- | ------------- | --- | -- | ---- | ---- | --- | ---- | --- | --- | --- | --- | --- |
| 2015-2016 | Chicago Bulls | 31  | 4  | 10,4 | 55,6 | 0,0 | 71,4 | 3,3 | 0,8 | 0,2 | 0,4 | 3,4 |
| 2016-2017 | Chicago Bulls | 66  | 0  | 15,8 | 57,9 | 0,0 | 64,5 | 4,7 | 0,6 | 0,4 | 0,3 | 4,8 |
| 2017-2018 | Chicago Bulls | 55  | 16 | 17,8 | 59,1 | 0,0 | 66,7 | 4,2 | 1,0 | 0,3 | 0,2 | 5,6 |
| 2018-2019 | Chicago Bulls | 60  | 0  | 12,4 | 53,1 | 0,0 | 68,5 | 3,6 | 0,6 | 0,2 | 0,1 | 4,0 |
| Carriera  | Carriera      | 212 | 20 | 14,5 | 56,8 | 0,0 | 67,0 | 4,1 | 0,7 | 0,3 | 0,2 | 4,6 |

#### Play-off
| Anno     | Squadra       | PG | PT | MP   | TC%  | 3P% | TL%  | RP  | AP  | PRP | SP  | PP  |
| -------- | ------------- | -- | -- | ---- | ---- | --- | ---- | --- | --- | --- | --- | --- |
| 2017     | Chicago Bulls | 6  | 0  | 13,7 | 60,0 | 0,0 | 50,0 | 4,3 | 0,3 | 0,5 | 0,3 | 3,2 |
| Carriera | Carriera      | 6  | 0  | 13,7 | 60,0 | 0,0 | 50,0 | 4,3 | 0,3 | 0,5 | 0,3 | 3,2 |

#### Massimi in carriera
- Punti: 17 vs. New York Knicks (19 marzo 2018)[15]
- Rimbalzi: 16 vs. Orlando Magic (30 marzo 2018)
- Assist: 5 vs. Los Angeles Clippers (13 marzo 2018)
- Palle rubate: 4 vs. Boston Celtics (6 aprile 2018)
- Stoppate: 3 vs. Miami Heat (27 gennaio 2017)
- Minuti giocati: 35 vs. Brooklyn Nets (7 aprile 2018)

### Eurocup
| Anno      | Squadra  | PG | PT | MP   | TC%  | 3P%  | TL%  | RP  | AP  | PRP | SP  | PP   |
| --------- | -------- | -- | -- | ---- | ---- | ---- | ---- | --- | --- | --- | --- | ---- |
| 2021-2022 | Ulma     | 11 | 11 | 27,3 | 57,3 | 33,3 | 80,6 | 7,7 | 1,0 | 1,0 | 0,3 | 12,1 |
| Carriera  | Carriera | 11 | 11 | 27,3 | 57,3 | 33,3 | 80,6 | 7,7 | 1,0 | 1,0 | 0,3 | 12,1 |

## Palmarès
- Coppa Intercontinentale: 1

Flamengo: 2014